# Хорезмијска империја
Царство Хорезм (енгл. Khwarazmian Empire) је исламска држава која је владала западним делом средње Азије (данашњи Узбекистан и Туркменистан) у периоду од 1097. до 1231. када је пала под власт Монгола. Оно је било културно турско-персијско сунитско муслиманско царство које је владало великим деловима данашње Централне Азије, Авганистана и Ирана у приближном периоду од 1077. до 1231. године, прво као вазали Селџучког царства и Каракитаја (западни династија Лијао), а касније као независни владари, све до монголског освајања у 13. веку. Процењује се да се царство простирало на површини од 2,3 милиона квадратних километара до 3,6 милиона квадратних километара што га ефективно чини једним од највећих копнених империја у историји. Почетком 13. века, царство је било највећа сила у муслиманском свету. Царство, које је било по узору на претходно Селџучко царство, бранила је огромна коњичка војска састављена углавном од куманских Турака.

## Историја

### Рана историја
Хорезм је област у средњој Азији, на доњем току реке Аму-Дарје (данашњи Узбекистан и Туркменистан). Најстарији археолошки остаци указују да је територија Хорезма била насељена још у неолиту, а први писани подаци о Корезму потичу из 6. века п. н. е. када је Хорезм (тада познат као грч. Χορασμία - Хорасмиа) ушао у састав Персијског царства као 16. сатрапија. 712. године Хорезм је пао под власт Арабљана и становништво је примило ислам, а 995. локални владар Мамун бен Мухамед (енгл. Abu'l-Ali Ma'mun ibn Muhammad) збацио је арабљанске емире и ујединио Хорезм у независну државу, поставши први шах (персијски назив за краља) Хорезма.

### Успон Хорезма
У експанзији афганистанског султана Махмуда од Газнија (енгл. Mahmud of Ghazni, 999-1030), држава Мамунида (995—1017) је 1017. пала под власт Авганистана, а затим 1043. под власт Турака Селџука.
Искористивши слабљење Селџука, Такаш Хваризмшах (енгл. Ala ad-Din Tekish, 1172-1200) ослободио се 1194. њихове власти и основао династију Хваризмшах (енгл. Khwarizmshah, 1097-1231), која је створила моћну државу Хорезм, од Каспијског мора до Персијског залива и од Кавказа до Хиндукуша, обухватајући данашњи Туркменистан, западни Пакистан, западни део Авганистана, Иран, северозападни део Ирака и северну Индију.

### Инвазија Монгола
Царство Хорезм било је препрека најезди Монгола према западу. Да би се супротставио Монголима под Џингис-каном, шах Мухамед (енгл. Ala ad-Din Muhammad II, 1200-1220) дигао је 1220 на оружје све своје вазале, по неким изворима око 200.000 ратника, али је применом кордонског система одбране (одбрана читаве границе истовремено) дуж реке Сир-Дарје био ограничен на дефанзиву. Џингис-кан је са око 100.000 коњаника муњевито пробио граничну одбрану, а затим изоловао гарнизоне појединих градова и уништио их појединачно: убрзо је пала Бухара, а затим и престоница Самарканд. Тиме је био отворен пут Монгола према Европи, а територија Хорезма укључена је у састав Златне Хорде.

### Каснија историја
Око 1360. Хорезм се отцепио од Златне Хорде, али га је 1379. покорио монголски освајач Тимур. У 15. веку на територији Хорезма основан је Хивински канат (Кива), који је у другој половини 18. века пао под власт царске Русије.

#### Ала ал-Дин Мухамед
Након што му је отац Текиш умро, наследио га је Мухамед. Године 1218, мали контингент Монгола је прешао границе у потрази за одбеглим непријатељским генералом. Након што га је успешно вратио, Џингис-кан је успоставио контакт са шахом. Џингис је желео да отвори трговинске односе, али пошто је чуо претеране извештаје о Монголима, шах је веровао да је овај гест само трик за инвазију на Хорезм.
Џингис је послао изасланике у Хорезм да нагласи своју наду у трговачки пут. Мухамед II је заузврат натерао једног од својих гувернера (Иналчука, свог ујака) да отворено оптужи странку за шпијунирање, заплени њихова богата добара и ухапси изасланика.
Покушавајући да одржи дипломатију, Џингис је послао изасланство од три човека шаху, да би му дао прилику да се одрекне сваког знања о гувернеровим поступцима и да га преда Монголима на казну. Шах је погубио изасланике (опет, неки извори тврде да је један човек погубљен, неки тврде да су била сва тројица), а затим је одмах наложио са се монголска трговачка група (муслимана и монгола) погуби, а њихова роба заплени. Ови догађаји су навели Џингиса да узврати снагама од 100.000 до 150.000 људи који су прешли Сир Дарју 1219. године и опљачкали градове Самарканд, Бухару, Отрар и друге. Убрзо је уследио Мухамедов главни град Гурганџ. Шах Мухамед II од Хорезма побегао је и умро неколико недеља касније на једном острву на Каспијском мору.

#### Туркан Хатун
Уочи монголске инвазије, у Хорезмијском царству се развило двовлашће. Хорезмијац Мухамед II сматран је апсолутним владаром, али је велики утицај имала и његова мајка Туркан Хатун (Теркен Хатун). Туркан Кхатун је чак имала надимак: „Владар света“ (Худаванд-е Џахан), и још један због својих декрета: „Заштитница мира и вере, Туркан Велика, владарка жена оба света“. Туркан Хатун је имала засебан Диван, засебну палату и наредбе султана нису се сматрале ефективним без њеног потписа. Ова чињеница, заједно са њеним сукобима са Мухамедом II, могла је допринети немоћи Хорезмијског царства пред монголским нападом.

#### Џалал ад-Дин Мингбурну
Џалал ал-Дин је био последњи од Хваразмшахова, који је владао остацима Хоразмијског царства и северозападне Индије од 1220. до 1231. Он је наводно био најстарији син Ала ад-Дина Мухамеда II, док је његова мајка била туркменска конкубина по имену Ај Чичек. Због ниског статуса Џалал ал-Динове мајке, његова моћна бака и принцеза Кумана Теркен Хатун одбила је да га подржи као престолонаследника, већ је фаворизовала његовог полубрата Узлаг-Шаха, чија је мајка такође била Куманка. Џалал ал-Дин се први пут појављује у историјским записима 1215. године, када је Мухамед II поделио своје царство међу својим синовима, дајући југозападни део (део бивше Гуридске империје) Џелал ал-Дину.